# Polistiren
Polistiren je sintetički aromatski polimer izgrađen od stirena, tečne petrohemijske supstance.
Polistiren može da bude čvrst ili u obliku pene. Polistiren za uobičajenu upotrebu je transparentan, tvrd i krt. Ovaj polimer ima nisku cenu po jedinici težine. Veoma je propustljiv za kiseonik i vodenu paru i ima relativno nisku temperaturu topljenja. Polistiren je jedan od najviše korišćenih plastičnih materijala. Obim proizvodnje iznosi nekoliko milijardi kilograma godišnje. Prirodno je bezbojan, ali se može obojiti. Upotreba obuhvata zaštitnu ambalažu (CD ili DVD kutije), boce, poklopci i pribor za jelo za jednokratnu upotrebu.

## Literatura
- J.R. Wunsch (2000). Polystyrene – Synthesis, Production and Applications. iSmithers Rapra Publishing. стр. 15. ISBN 978-1-85957-191-0. Приступљено 25. 7. 2012.
- Haynes, William M., ур. (2011). CRC Handbook of Chemistry and Physics (92nd изд.). CRC Press.  1-4398-5511-0.

## Spoljašnje veze
- [http://www.pslc.ws/mactest/styrene.htm
- [https://web.archive.org/web/20160306155212/http://plasticsindustry.org/aboutplastics/content.cfm?itemnumber=825&navitemnumber=1124
- [https://web.archive.org/web/20071011104920/http://www.sciam.com/article.cfm?chanID=sa003&articleID=0007B0AE-88AF-13FF-88AF83414B7F0000